# تاتسویا یاماشیتا
تاتسویا یاماشیتا (انگلیسی: Tatsuya Yamashita؛ زادهٔ ۷ نوامبر ۱۹۸۷) بازیکن فوتبال اهل ژاپن است.
از باشگاه‌هایی که در آن بازی کرده‌است می‌توان به باشگاه فوتبال سرزو اوساکا، باشگاه فوتبال کونسادول ساپورو، و باشگاه فوتبال سرزو اوساکا اشاره کرد.